# Imperious Delirium
Imperious Delirium är det trettonde studioalbumet av The Saints, utgivet 2006. Efter att Marty Willson-Piper (The Church) lämnat The Saints var bandet för första gången en trio. Chris Bailey är som vanligt sångare, men spelar också alla gitarrer på skivan.

## Låtlista
Samtliga låtar skrivna av Chris Bailey, om annat inte anges.
1. "Drunk in Babylon" - 3:43
2. "Declare War" - 3:58
3. "Trocadero" - 3:28
4. "Je Fu**in' T'Aime" - 3:08
5. "Other Side of the World" - 4:05
6. "So Close" - 3:17
7. "Getting Away with Murder" - 3:23
8. "Drowning" (Chris Bailey/Caspar Wijnberg/Peter Wilkinson) - 3:36
9. "Enough Is Never Enough" (Chris Bailey/Caspar Wijnberg/Peter Wilkinson) - 2:52
10. "Learning to Crawl" - 3:26
11. "War of Independence" - 4:58

## Medlemmar
- Chris Bailey - sång, gitarr
- Casper Wijnberg - bas
- Pete Wilkinson - trummor